# In anderen Armen
In anderen Armen ist ein Lied der österreichischen Singer-Songwriterin Ness aus dem Jahr 2024, in Zusammenarbeit mit der deutschen Singer-Songwriterin Madeline Juno. Das Stück ist die fünfte Singleauskopplung auf ihrer zweiten EP Frag für ne Freundin.

## Entstehung und Veröffentlichung
Das Lied wurde von den beiden Interpretinnen selbst, zusammen mit den Koautoren Joschka Bender, Esther Graf, Alex Isaak und Wieland Stahnecker (Blinker), geschrieben. Die beiden Koautoren Bender und Isaak zeichneten zudem auch für die Produktion verantwortlich. Während Ness bei der Produktion ihrer EP Frag für ne Freundin erstmals mit allen Autoren und Produzenten zusammenarbeitete, arbeiteten Bender, Blinker und Graf in der Vergangenheit bereits mit Juno zusammen. Während der Berliner Musiker Bender bereits seit Beginn von Junos Karriere festes Mitglied ihrer Liveband ist und an diversen Produktionen, in verschiedenen Funktionen, beteiligt gewesen war, arbeitet der Koblenzer Musiker Blinker seit ihrem fünften Studioalbum Besser kann ich es nicht erklären (Januar 2022) regelmäßig mit ihr zusammen, wie auch Bender, als Autor, Studiomusiker sowie festes Mitglied ihrer Liveband. Graf fungierte bereits als Gastsängerin für Junos Single November (Akustik) (November 2021).
Auf dem Frontcover der Single ist ein schwarz-weiß Porträt von Ness zu sehen. Es zeigt sie brustaufwärts im rechten Seitenprofil, vor einem weißen Hintergrund. Es handelt sich dabei um das gleiche Coverbild wie zur Frag für ne Freundin EP. Die Fotografie stammt vom österreichischen Fotografen Fabian Karner.

## Veröffentlichung und Promotion
Die Erstveröffentlichung von In anderen Armen erfolgte als Single am 12. September 2024 bei den Musiklabels Columbia Records und Paradyse Berlin. Diese erschien als digitaler Einzeltrack zum Download und Streaming. Der Vertrieb erfolgte durch Sony Music Entertainment; verlegt wurde das Lied durch Budde Music Publishing, Edition Forest Fire und Edition Indiekator. Einen Tag nach seiner Erstveröffentlichung erschien das Lied als Teil von Ness’ zweiter EP Frag für ne Freundin, dessen fünfte Singleauskopplung es ist.

## Hintergrund
Bei In anderen Armen handelt es sich um die erste gemeinsame Aufnahme von Madeline Juno und Ness. Die Zusammenarbeit der beiden Musikerinnen startete einige Monate zuvor, als Ness Teil von Junos Tour zu Besuch war. Sie präsentierte dabei eine Setlist, die sich aus neun Titeln zusammensetzte, im Vorprogramm bei vier Konzerten in Deutschland zwischen dem 19. April und 23. April 2024.

## Inhalt
| „Hätt’ ich mich noch einmal umgedreht. Hätt’ ich auf kein’n Fall zugeseh’n. Dass du gehst, nur weil du denkst, ich hätte dich nicht mehr geliebt. (Mmm). Und ich Idiot lass’ dich auch los. Und frag’ mich bis heute noch, wieso. Muss ich ertrag’n, dass du jetzt wieder in andern Armen liegst? (In andern Armen liegst)“ – Refrain, Originalauszug | Der Liedtext zu In anderen Armen ist in deutscher Sprache verfasst und stammt von den Interpretinnen selbst sowie Joschka Bender, Blinker, Esther Graf und Alex Isaak. Alle Texter waren zugleich für die Komposition zuständig und komponierten die Musik in cis-Moll mit 135 Schlägen pro Minute. Musikalisch bewegt sich das Lied im Bereich Popmusik. Inhaltlich handelt es sich bei In anderen Armen um ein Trennungslied einer On-Off-Beziehung („Muss ich ertrag’n, dass du jetzt wieder in andern Armen liegst?“), in der die Protagonistin noch nicht mit dem erneuten Beziehungsaus abgeschlossen hat („Und ich Idiot lass’ dich auch los“), während ihr Ex-Partner schon eine neue Partnerin hat („In andern Armen liegst“). Während die Protagonistin in der ersten Strophe die Erkenntnis erlangt, dass man Dinge erst zu schätzen wisse, wenn diese nicht mehr da seien („Man lernt erst zu schätzen, was man hat, wenn es weg ist und ich hass’, dass“), bittet sie in der zweiten Strophe um Vergebung und gibt zu, selbst verletzt gewesen zu sein („Bitte um Vergebung, ich wollt dir nicht weh tun. Ich war auch verletzt“). Aufgebaut ist das Lied auf einem zwei Strophen, einem Refrain und einem Outro. Es beginnt zunächst mit dem Refrain, der als Sechszeiler geschrieben wurde. An diesen schließt sich, die ebenfalls aus sechs Zeilen bestehende, erste Strophe an. Auf die erste Strophe folgt erneut der Refrain. Bis zu diesem Zeitpunkt ist lediglich Ness zu hören. Der gleiche Aufbau wiederholt sich mit der zweiten Strophe, die jedoch alleine von Juno gesungen wird. Der dritte Refrain, nach der zweiten Strophe, wird im Duett von den beiden Musikerinnen interpretiert. Danach endet das Lied mit dem Outro, dass lediglich aus der von Ness gesungen Refrainzeile „Hätt’ ich mich noch einmal umgedreht“ besteht. |

## Mitwirkende
| Liedproduktion - Joschka Bender: Komposition, Liedtext, Musikproduktion - Vanessa Dulhofer (Ness): Gesang, Komposition, Liedtext - Esther Graf: Komposition, Liedtext - Alex Isaak: Komposition, Liedtext, Musikproduktion - Madeline Juno: Gesang, Komposition, Liedtext - Wieland Stahnecker (Blinker): Komposition, Liedtext Visualisierung (Cover) - Fabian Karner: Fotografie | Unternehmen - Budde Music Publishing: Musikverlag - Columbia Records: Musiklabel - Edition Forest Fire: Musikverlag - Edition Indiekator: Musikverlag - Paradyse Berlin: Musiklabel - Sony Music Entertainment: Vertrieb |